# 10 (Mrs. GREEN APPLEのアルバム)
『10』（テン）は、日本のロックバンド・Mrs. GREEN APPLEの2作目のベストアルバム。2025年7月8日にユニバーサルミュージック内のレーベル・EMI Recordsより発売された。本項では、バンドのデビュー10周年を記念して行われた企画、およびライブなどについても記述する。

## 概要
2015年にメジャーデビューしたMrs. GREEN APPLEのデビュー10周年を記念してリリースされたベストアルバム。また同日、2024年10月から11月にかけてKアリーナ横浜にて開催された定期公演「Mrs. GREEN APPLE on "Harmony"」を収録した映像作品が同時リリースされた。
ベストアルバムとしては、2020年7月8日にリリースされた『5』以来、ちょうど5年ぶりとなる。なお、リリース日である7月8日は、バンドのメジャーデビュー日であり、2015年には、メジャーデビューアルバム『Variety』、2022年には、ミニアルバム『Unity』をこれまでリリースしている。
本アルバムには、フェーズ2開幕を告げた「ニュー・マイ・ノーマル」や「ダンスホール」「ケセラセラ」「Magic」などに加え、2023年リリースの5thアルバム『ANTENNA』以降に発表された配信シングル11曲のほか、2014年7月に会場限定で販売された1stミニアルバム『Introduction』にシークレットトラックとして収録されていた「慶びの種」新録バージョンを含めた全19曲が収録されている。
リリース日である7月8日には、東京タワーにバンドロゴが映し出されるライトアップが行われた。メインデッキにアーティストのロゴが映し出されるのは、史上初である。そのほか、全国各地のサービスエリアを巡回する特別ラッピングカーにて、アルバムの移動販売を行うなど、大規模なプロモーションが行われた。
また、本アルバムのプロモーションとして「CD聴こうよ。」キャンペーンが実施された。CDで音楽を聴くことの楽しさ・魅力を提案するキャンペーンであり、SHIBUYA TSUTAYAでは、特別展「ミセスとCD聴こうよ。展 @TSUTAYA」が開催された。
本アルバムは、初週売上が約70万枚を超え、Billboard JAPANでは、バンド史上最多となるアルバム初週売上を記録した。チャートにおいても、Billboard JAPAN「Hot Albums」や、オリコン週間合算アルバムランキングなどで、2週連続1位を獲得するなど、好成績を記録したほか、日本レコード協会より、自身初のミリオン認定を受けている。
リリース後の7月26日・27日には、神奈川・山下ふ頭特設会場にてアニバーサリーライブ「MGA MAGICAL 10 YEARS ANNIVERSARY LIVE 〜FJORD〜」を開催し、2日間で計10万人を動員した。

## 背景

### MGA MAGICAL 10 YEARS
2024年11月20日にKアリーナ横浜にて開催された定期公演「Mrs. GREEN APPLE on "Harmony"」ファイナル公演にて、記者発表を行うことを発表した。終演後には、12月2日18時に記者発表を行うことが記されたフライヤーが配布された。フライヤーには、QRコードが添付されており、読み込むと、記者発表が配信されるYouTubeのページが開かれる。
12月2日、虎ノ門ヒルズ・TOKYO NODE HALLにて、記者発表を実施。まず、計画されているトピックをハイライトにまとめたティザー映像「Welcome to MGA MAGICAL 10 YEARS」が、場内のスクリーンに投影された。その後、メンバーが登壇し、翌年に控えたデビュー10周年を記念し「MGA MAGICAL 10 YEARS」と題した様々な企画の詳細を発表した。アナウンスされた企画は、以下の通り。
MGA MAGICAL 10 YEARS LOGO
10周年を記念して制作された、新たなバンドロゴを公開。
MGA MAGICAL 10 YEARS CONCEPT PHOTO
10周年を記念して制作された、新たなコンセプトフォトを公開。
MGA MAGICAL 10 YEARS ANNIVERSARY BEST ALBUM
デビュー10周年を記念したベストアルバム『10』を2025年7月8日にリリース。
MGA MAGICAL 10 YEARS ANNIVERSARY LIVE
2025年7月26日・27日に神奈川・山下ふ頭にて、自身最大規模となる、2日間で計10万⼈動員のライブを開催。
MGA MAGICAL 10 YEARS LANDMARK
MGA MAGICAL 10 YEARS LANDMARK IN HARAJUKU
3月24日から4月6日にかけて、東急プラザ表参道「オモカド」、東急プラザ原宿「ハラカド」のエントランスジャックや、ラッピングバスの走行などが行われた。オリジナルグッズを販売するポップアップストアも開催された。
MGA MAGICAL 10 YEARS LANDMARK IN MITSUI SHOPPING PARK
7月7日から31日にかけて、三井ショッピングパーク ららぽーと、ラゾーナ川崎プラザ、ダイバーシティ東京 プラザ、RAYARD MIYASHITA PARK、三井ショッピングパーク アーバン 赤れんが テラスにて「MGA MAGICAL 10 YEARS LANDMARK IN MITSUI SHOPPING PARK」を開催。
7月16日から22日にかけては、大阪・ららぽーとEXPOCITYでのスペシャル企画として、RAYARD MIYASHITA PARKに設置されていたCDモニュメントと、メンバーの直筆サイン入りモニュメントが展示された。
MGA MAGICAL 10 YEARS LANDMARK IN MIYASHITA PARK
7月7日から13日にかけて、ポップアップストアに加え、楽曲のジャケットが大型CDパッケージとして展示された。アートギャラリー・SAIでは、特別企画「Mrs. GREEN APPLE 10th Memorial Room」を開催し、彼らのキャリアを巨大なビジュアルと共に体感できるような企画が展開されている。
MGA MAGICAL 10 YEARS LANDMARK IN OIOI MODI
7月8日から21日にかけて、全国のマルイ・モディ各店で「MGA MAGICAL 10 YEARS LANDMARK IN OIOI MODI」を開催。
全国10都市14会場にて、メジャーデビュー10周年を記念したポップアップストアが開催されている。
MGA MAGICAL 10 YEARS EXHIBITION
秋から全国で展覧会を開催。デビュー10周年を振り返ることができる、楽曲制作やクリエイティブにまつわること、過去のコンサートの衣装や、さまざまなアイテムが展示される予定。
MGA MAGICAL 10 YEARS HEADLINER SHOW IN KOREA
2025年2月15日・16日に自身初となる韓国での単独公演「MGA LIVE in SEOUL, KOREA 2025」をタイガードームにて開催。
MGA MAGICAL 10 YEARS DOCUMENTARY FILM
自身初となるドキュメンタリー映画が制作される。
最後に各メンバーが挨拶を行い、降壇して記者発表は終了したかに見えたが、最後に「BABEL no TOH in 2025 Autumn/Winter」が、スクリーンに投影され、2023年8月に開催されたドームライブ「Mrs. GREEN APPLE DOME LIVE 2023 "Atlantis"」にて、制作が予告されたツアー「Mrs. GREEN APPLE DOME TOUR 2025 "BABEL no TOH"」が、2025年秋・冬に開催されることが発表された。また、記者発表終了後には「MGA MAGICAL 10 YEARS」特設サイトもオープンした。

### テレビ出演
これらの企画のほかに、5月5日にデビュー10周年を記念した特番『Mrs. GREEN APPLE 10 YEARS SPECIAL』が、NHK総合にて放送された。番組では、テレビ初披露のものを含む新旧さまざまな楽曲を披露するほか、内村光良（ウッチャンナンチャン）とのトークが行われた。
なお、NHK BS8Kでは、3月28日に75分バージョンを先駆けて放送。7月18日・8月23日には、NHK BS・NHK BSプレミアム4Kにて完全版が放送された。「青と夏」「インフェルノ」「ケセラセラ」ほか、新たに披露された「Theater」を含む全13曲が、フルサイズで放送されたほか、放送では収まりきらなかった内村との未公開トークも収録された。
6月2日には、冠番組『テレビ×ミセス』（TBS系）が放送された。本番組は、メンバーがグループでMCを務め、アーティストとのコラボレーションやトークを行うというもの。番組には、Superfly、FRUITS ZIPPER、こっちのけんとの3組が出演した。
バンド結成当初から、いつか冠番組を持ちたいと語っていたといい、2023年4月から9月にかけて放送されたバラエティ番組『ミセススクールクエスト』（テレビ朝日）で、バンド初となる冠番組を担当。『テレビ×ミセス』は、バンドとして2度目となる冠番組となった。
リリース日である7月8日には、藤澤がテレビ各局5番組をジャックし、計5番組に生出演した。午前4時半から午前11時30分にかけて、日本テレビ系『Oha!4 NEWS LIVE』、テレビ東京系『おはスタ』、TBS系『THE TIME,』、フジテレビ系『サン!シャイン」、フジテレビ系『ノンストップ!』に出演。

### メンバー個人の活躍

#### 大森の役者としての活動
本年は、バンドの活動だけでなく、大森の役者としての活動も注目された。4月25日公開の映画『#真相をお話しします』では、映画初出演にして、主演・鈴木を担当。SNSの危険性など、メッセージ性の強い本作において、大森の演技は高く評価された。W主演を務めた菊池風磨（timelesz）は、大森の演技を「天才」と評している。
映画の出演に続き、ドラマへの初出演も果たした。同年3月より放送開始したNHK連続テレビ小説『あんぱん』に、作曲家・いせたくや役として出演。大森の役者としての活躍は、多方面で評価され、オリコン「2025年上半期ブレイク俳優ランキング」では、1位に輝いた。

#### 「絵画」リリースとソロ活動の再始動
同年5月28日には、前作『Midnight』より約4年ぶりとなるソロ名義の新曲「絵画」をリリース。6月23日放送の『CDTVライブ! ライブ!』（TBS系）では、バンドとソロとして同時出演した。大森は、バンドでの活動を「絶対的な帰る場所」、ソロでの活動を「おでかけ」としており、楽曲を生み出す場を複数設けるのは「心身の健康のため」である、と述べている。
大森は、バンド活動とソロ活動をそれぞれ「シェフが人のために出す料理と、家で自分のために作る料理」と表現しており、バンド活動を「土俵で戦ってる感覚がある」「ものすごく背筋が伸びる、重たい場所」であるとし「（ソロ活動を行い、）いち作家として、より健全にナチュラルに、何も考えずに楽曲を作れる場や時間を設けることは必要なものだった」と語った。

#### 若井のコミュニケーション力とギタープレイ
若井は、音楽番組『M:ZINE』（テレビ朝日系）の進行を担当しているほか、韓国語も堪能である。映画『Mrs. GREEN APPLE // The White Lounge ㏌ CINEMA』の韓国での舞台挨拶では、自ら韓国語を用いて会話を行った。K-POPアーティストが多く出演する『M:ZINE』においても、積極的にコミュニケーションをとっており、バンドとグローバルなカルチャーとの架け橋となっている。
また、メンバー自身も「ミセス史上最高難易度」と公言する「ライラック」のイントロ部分のギターは、若井のギターテクニックを象徴するものとなっている。大森は「（イントロのギターは）ライブ再現は不可だろうな、と思って。レコーディングでかっこいい音が録れればいいや、ぐらいの感じで、つぎはぎのギターを作ったんですよね。そしたら、流れで弾けてたから、すごいな」と称賛している。大森の提案により、公式YouTubeチャンネルには、若井本人による弾いてみた動画も公開されている。

#### 藤澤のメディア露出と演奏表現
藤澤も、個人でのメディア露出を積極的に行っている。日本テレビ系『ヒルナンデス!』や『ぐるナイ』、『秘密のケンミンSHOW 極』などにゲスト出演したほか、2025年5月には、NHK Eテレ『天才てれびくん』内のドラマ『ジオ物語』に出演。また、同年9月に公開される映画『ベートーヴェン捏造』に、ショパン役として出演予定。大森に続き、映画への初出演が決定した。
また、クラシックなどの音楽的知識をベースにした藤澤のピアノアレンジも印象的である。「ナハトムジーク」における浮遊感のある鍵盤のタッチは、淡々とした展開から壮大なクライマックスへの展開に移り変わる際に不可欠なアプローチとなっている。若井同様、公式YouTubeチャンネルには、藤澤本人による弾いてみた動画が公開されている。

### アルバムに関する情報の公開
2025年3月17日、ボックスセット「10 & "Harmony" COMPLETE BOX」に付属するグッズセットのデザインが公開された。
4月7日、本アルバムとボックスセット「10 & "Harmony" COMPLETE BOX」のカバーアートが公開された。ベストアルバム『5』の系譜として連なるものであり、バンドの活動のさまざまな足跡がオマージュされている。また「10 & "Harmony" COMPLETE BOX」のカバーアートも「5 COMPLETE BOX」をオマージュしたものとなっている。
5月7日、アルバムのハイライト映像が公式YouTubeチャンネルにて公開され、映像作品『Mrs. GREEN APPLE on "Harmony"』のカバーアートも公開された。また、ボックスセット「10 & "Harmony" COMPLETE BOX」に付属するグッズセットの絵柄も公開された。
5月8日には、ボックスセット「10 & "Harmony" COMPLETE BOX」に付属するグッズセットの画像が公開された。5月27日には、アルバムのチェーン別オリジナル特典のデザインを公開。
7月6日、アルバムがリリース前日の7月7日に先行配信されること、ダウンロード限定のボーナストラックとして「道徳と皿 〜2025ver.〜」が収録されること、初回限定盤の特典映像として「Mrs. GREEN APPLE 10周年記念メンバー座談会」が収録されることが発表された。また「MAGICAL PRICE盤」のアートワークも公開された。
7月11日には、アルバムの初回限定盤に収録されている特典映像「Studio Session Live #4 "Variety"」「Mrs. GREEN APPLE 10周年記念メンバー座談会」のティザー映像が公開された。また同日「Studio Session Live #4 "Variety"」のライブレポートが公開された。
7月25日、アルバムのオフィシャルライナーノーツが公開された。ライナーノーツは、音楽雑誌『MUSICA』編集長の有泉智⼦により監修されている。

## リリース
本アルバムは、通常盤・初回限定盤のほか、映像作品『Mrs. GREEN APPLE on "Harmony"』が同梱されたコンプリートボックス「10 & "Harmony" COMPLETE BOX」がリリースされた。初回限定盤には、特典映像「Studio Session Live #4 "Variety"」と「10周年記念メンバー座談会」が収録されたDVD・Blu-rayが付属する。
リリース前日の7月7日0時より、デジタルアルバムとして先行配信された。また、ダウンロード限定のボーナストラックとして「道徳の皿 〜2025ver.〜」が収録される。本楽曲は、メジャーデビューアルバム『Variety』収録曲であり、本アルバムのリリースに合わせて、再録されている。

### 多様な商品展開
「自分たちが幼少期を過ごした平成中期のCDがより身近だった時代の空気感を体感して欲しい」というメンバーの想いから、1,980円で購入できる「MAGICAL PRICE盤」と「MGA ポータブルCDプレーヤー」「MGA ヘッドホン」も同時発売される。 ⁡また、本アルバムは、ローソンなどのコンビニエンスストアでの販売や、特別ラッピングカーによる移動販売が行われる。
MAGICAL PRICE盤には、歌詞ブックレットは付属せず、QRコードから歌詞を閲覧する形式となっている。CDプレーヤーとヘッドホンは、平成中期当時の商品ボディをリバイバルしたファッションとしても楽しめるカジュアルなオーディオデバイスとなっている。
11月26日には、本アルバムのアナログ盤がリリース予定。2枚組でCD版と同じ19曲が収録される。また同日、4thミニアルバム『Unity』アナログ盤とポータブルレコードプレーヤーも同時リリースされる。
| 形態                        | 規格              | 規格品番     | 備考 |
| --------------------------- | ----------------- | ------------ | --- |
| 10 & "Harmony" COMPLETE BOX | CD+2Blu-ray+GOODS | UPCH-29493   | GOODS - LPサイズフォトポスター - ゲームシャツ - CDディスプレイスタンド - スラップ式ラバーバンド - レンチキュラーフォトカード - MGA Official Light Stick ミニチュア - MGA MAGICAL 10 YEARS ver. - |
| 10 & "Harmony" COMPLETE BOX | CD+3DVD+GOODS     | UPCH-29494   | GOODS - LPサイズフォトポスター - ゲームシャツ - CDディスプレイスタンド - スラップ式ラバーバンド - レンチキュラーフォトカード - MGA Official Light Stick ミニチュア - MGA MAGICAL 10 YEARS ver. - |
| 初回限定盤                  | CD+Blu-ray        | UPCH-29495   | - |
| 初回限定盤                  | CD+DVD            | UPCH-29496   | - |
| 通常盤                      | CD                | UPCH-20693   | - |
| MAGICAL PRICE盤             | CD                | UPCH-29497   | - |
| アナログ盤                  | 2LP               | UPJH-20081/2 | - |

| 名称                       | 規格品番  |
| -------------------------- | --------- |
| MGA ポータブルCDプレーヤー | PDZN-1254 |
| MGA ヘッドホン             | PDZN-1255 |
| MGA レコードプレイヤー     | PDZN-1265 |

また、本アルバムはチェーン別の購入特典も用意された。
| 対象店舗                        | 特典内容                     |
| ------------------------------- | ---------------------------- |
| UNIVERSAL MUSIC STORE           | タンブラー                   |
| Mrs. GREEN APPLE OFFICIAL STORE | タンブラー                   |
| タワーレコード                  | カトラリーセット             |
| HMV                             | コンパクトミラー             |
| @Loppi                          | フレークシール付マルチケース |
| TSUTAYA                         | A3クリアカレンダー           |
| amazon                          | アクリルコースター           |
| 楽天ブックス                    | スマホショルダー             |
| セブンネット                    | マフラータオル               |
| 一般店                          | ステッカー                   |

| 対象店舗                        | 特典内容                                             |
| ------------------------------- | ---------------------------------------------------- |
| UNIVERSAL MUSIC STORE           | タンブラー+A3クリアポスター Type-A                   |
| Mrs. GREEN APPLE OFFICIAL STORE | タンブラー+A3クリアポスター Type-A                   |
| タワーレコード                  | カトラリーセット+A3クリアポスター Type-B             |
| HMV                             | コンパクトミラー+A3クリアポスター Type-C             |
| @Loppi                          | フレークシール付マルチケース+A3クリアポスター Type-C |
| TSUTAYA                         | A3クリアカレンダー+A3クリアポスター Type-D           |
| amazon                          | アクリルコースター+A3クリアポスター Type-E           |
| 楽天ブックス                    | スマホショルダー+A3クリアポスター Type-F             |
| セブンネット                    | マフラータオル+A3クリアポスター Type-G               |
| Neowing                         | ステッカー+A3クリアポスター Type-H                   |
| CDJAPAN                         | ステッカー+A3クリアポスター Type-H                   |
| WonderGOO                       | ステッカー+A3クリアポスター Type-I                   |
| 新星堂                          | ステッカー+A3クリアポスター Type-I                   |
| 一般店                          | ステッカー+A3クリアポスター Type-J                   |

本アルバムを期間中に対象店舗で予約購入すると、購入特典「MAGICAL CODE」が配布され、特典の抽選に応募することができた。なお、MAGICAL PRICE盤は、MAGICAL CODEの配布対象外となる。
|       | 特典内容                                                    |
| ----- | ----------------------------------------------------------- |
| 第1弾 | 「MGA MAGICAL 10 YEARS ANNIVERSARY LIVE ～FJORD～」最速先行 |
| 第2弾 | 「MGA MAGICAL 10 YEARS ANNIVERSARY LIVE ～FJORD～」2次先行  |
| 第3弾 | 「Mrs. GREEN APPLE DOME TOUR 2025 "BABEL no TOH"」最速先行  |
| 第4弾 | 「Mrs. GREEN APPLE DOME TOUR 2025 "BABEL no TOH"」2次先行   |
| 第5弾 | プレミアムサイン会                                          |

また、本アルバムには、先述の「MAGICAL CODE」とは別に、購入特典「SPECIAL CODE」が封入される。なお、MAGICAL PRICE盤は、SPECIAL CODEの封入対象外となる。
|     | 特典内容                             |
| --- | ------------------------------------ |
| A賞 | 直筆サイン入りゴールドディスク       |
| B賞 | サインデータ入りアナザーCDジャケット |

## 制作

### 制作期間
本アルバムには、2022年の活動再開以降に制作された楽曲が収録されており、制作期間としては2022年から2025年の4年間となる。しかし「私は最強」は、活動休止中の2021年夏頃から制作が開始され、活動休止中に最初に制作された楽曲である。また、前作のベストアルバム『5』同様、曲順はリリース順となっている（新曲は除く）。

### アートワーク
メジャーデビューアルバム『Variety』と『5』、そして本アルバムのジャケットは、同様の系譜として連なっている。2015年に行われた『Variety』リリースの際のインタビューにて、ジャケットに関して、大森は以下のように語っている。
アルバムのジャケットが僕の案なんですよ。スケッチに描いてですね、果物が皿の上に乗ってて、いろんな色があってっていうのを「果物＝道徳」にかけてるんですけど。ジャケットも「いつ落ちてしまうかわからない」「崩れてしまうかわかんない」っていうテーマがあって、ちゃんとそこに結びつけたかったんですよね。ジャケットからアートワークから楽曲、全部、伏線回収できる楽曲にしたくて。
宙に浮いてる果物は、人の道徳観、自分の人生観、人間の脆い部分を表現していて、いつ落ちてしまうか分からない危険がある。
また、先述の通り、映像作品『Mrs. GREEN APPLE on "Harmony"』が同梱されたコンプリートボックス「10 & "Harmony" COMPLETE BOX」のカバーアートも『5』のコンプリートボックス「5 COMPLETE BOX」をオマージュしたものとなっている。

### 「慶びの種」収録の背景
本アルバムには、フェーズ2期の楽曲のほかに、19曲目に「慶びの種」が収録されている。本楽曲は、バンドがインディーズ活動を始める前の2014年7月5日にライブ会場限定で販売された1stミニアルバム『Introduction』に収録されたシークレットトラックである。大森が17歳の頃に制作された楽曲であり、フェーズ2以降に制作された楽曲ではない。
『Introduction』に収録されているオリジナルバージョンは「（アルバムに）シークレットトラックを設けよう」という思いから制作され、大森によるギター弾き語りでの収録となったが、新たにレコーディングされたバージョンは、以前からの「フルオーケストラでやりたい」というメンバー内での構想から、オーケストラサウンドが取り入れられた壮大なアレンジで収録された。
藤澤は「『弾き語りすごいな』って。自分たち自体も、レコーディングにそんなに慣れてなかった時期だったし」「『元貴が1人で歌って弾いて、最後までやりきってる』って、すごいなと思ったと同時に、この曲を一緒にいつか鳴らせるようになりたいな、って思っていた」と、当時を振り返り、新録バージョンに関して「このタイミングでできたことに感動した」と語った。
若井は「アレンジもめちゃくちゃ素敵じゃないですか」「本当に10年経った『慶びの種』がめちゃめちゃ素敵だな、って思いますよね」と述べた。
また、大森は自身のX（旧・Twitter）にて、本アルバムに「慶びの種」が収録されたことによる「導入」の終了を宣言している。アルバムタイトル「Introduction」は「導入」を意味する英単語であり、会場限定で販売された『Introduction』での「導入」の伏線が、全て回収されたとしている。
今回の「慶びの種」でライブ会場限定だった「Introduction」からの伏線が全て回収されたということで、 これにて「導入」、お終いとなります。完結です。

### 「道徳と皿 〜2025ver.〜」
本アルバムには、ダウンロード限定でのボーナストラックとして、メジャーデビューアルバム『Variety』収録曲「道徳の皿」の新録バージョン「道徳の皿 〜2025ver.〜」が収録されている。
本楽曲は、当時『Variety』のレコーディング中に完成した楽曲であり、収録曲の中で1番最後に書き下ろされたという。先述のアルバムジャケットともリンクしている「道徳と皿」というタイトルは決定していたものの、それに合った楽曲の制作に苦労したことを、アルバムリリースの際のインタビューで明かしている。

大森は、アルバムリリースの際のインタビューで、本楽曲に込めた想いを以下のように明かしている。
人を信じることや人に信じてもらうことを諦めてる人がたくさんいるなと思った。小学校の時の道徳観というか、大事なものを最初に教えてもらってる感をまだまだ忘れるんじゃないよ、と。

自分も諦めたくないし、みんなにも人を信じることや『おもしろいなあ』とか『今日良い日だったなあ』という感情を絶対に忘れてほしくない。それは尊い感情だと思うので。そう思って『道徳と皿』を書いたんです。
アルバム『Variety』は「娯楽」「喜怒哀楽」を表現しており、無常観を描いた1stミニアルバム『Introduction』、対人関係を描いた2ndミニアルバム『Progressive』に続く、3部作構成が取られている。大森は、ミニアルバム3部作を「Mrs. GREEN APPLEの取扱説明書」と表現している。
本楽曲の制作に関して、大森は「絶望があるから幸せがあるとか、寂しい感情があるから楽しい感情があるとか、そういうものを曲に落とし込んでいる」「3部完結して、次の作品への伏線にもなるような、謎めいた感じを出したいと思って作りました」と述べている。

楽曲のコンセプトに関して、大森は以下のように語っている。
コンセプトとしては、喜怒哀楽が終わったあとの、それを超えたもの、どれが大事で何を見て、何を感じてっていうものを表現したかった。たぶんこの6曲の中では難しいメロディで複雑な構成なんですけど、ま、なんか違う、もう一歩次に繋がる曲をここで書かなきゃいけないなと思って。
また、本楽曲は、アルバムのラストを飾る6曲目に収録されている。また『Variety』は「道徳と皿」の〈さぁ はじめてみて〉という歌詞で締め括られ、そして再び、1曲目の「StaRt」に戻る、という意図的な構成になっていることをインタビューで明かしている。
（「StaRt」と「道徳と皿」でループする構成は）意図しました。「道徳と皿」の最後をどうするかですごく悩んだんですけど、最終的に〈さぁ はじめてみて〉に決まったことで、全部がループしてまた次につながるという流れが上手く表現できたんじゃないかなと思います。
そして、本アルバムに「道徳の皿 〜2025ver.〜」を収録した意図として、大森は以下のように語っている。
「道徳と皿」を作ったときって『Variety』を締めようと、ちゃんと当て込みで書いた楽曲で。そのときの気持ちとか考えると、今もっと全然違うものになるのかも、と思って。
"今、録ってみたいな" っていう率直な純粋な気持ちで始まった感じだね。"技術的には上手くなってるけど、何か失ったものはあるのかな？" とかさ！ 

逆に "すごく良くなってるところはどこなんだろう？" っていうのを、ちょっとワクワクしながら録ったけど。でもやっぱり、すごいかっこいいなと思うし。10年の歩みを感じるものになりましたね！

## チャート成績と売上

### アルバムの売上

#### Billboard JAPAN
7月7日から9日の3日間で、690,907枚を売り上げ、自身初となるハーフミリオンを突破した。これまでにリリースされたアルバムの中で累計売上枚数が最も多い『ANTENNA』（308,074枚）や、前作のベストアルバム『5』（180,371枚）を抜き、一気にトップに躍り出た。
7月16日公開（集計期間：2025年7月7日 - 13日）のセールスチャート「Top Albums Sales」では、初週売上772,214枚を記録し、1位を獲得した。なお、この初週売上は、バンドとしてチャート史上最多のアルバム初週売上枚数となる。
同日付のダウンロードチャート「Download Albums」では、20,942DLを獲得し、首位デビューを果たした。また、リリースに後押しされて『5』が、前週49位から8位に、2019年リリースの4thアルバム『Attitude』が、前週59位から23位にジャンプアップした。
同日付の総合チャート「Hot Albums」においても、総合首位を獲得。CDセールス・ダウンロード数・ストリーミングで1位となり、3冠を達成した。なお『5』は、CDセールス10位、ダウンロード8位となり、総合81位にチャートインした。

#### オリコン
本アルバムは、初日で592,079枚を売り上げ、7月7日付のデイリーアルバムランキングにて、1位を獲得。また、同日リリースされた映像作品『Mrs. GREEN APPLE on "Harmony"』が、同日付のデイリーDVDランキング・Blu-rayランキングにて、初登場1位を獲得。デイリーストリーミングランキングでは「ライラック」が、1位を獲得し、デイリーランキングで4冠を達成。
これまで、4つのデイリーランキングで同時1位を獲得したのは、Official髭男dism（DVD・Blu-ray・デジタルシングル・ストリーミング）、LiSA（シングル・アルバム・デジタルシングル・ストリーミング）の3組のみであり、アルバム・DVD・Blu-ray・ストリーミングでの4冠は、史上初となった。
7月21日付（集計期間：2025年7月7日 - 13日）の週間アルバムランキングでは、初週売上760,162枚を記録し、初登場1位を獲得。本ランキングでの1位獲得は自身初であり、これまで最も売り上げていた『ANTENNA』の累積売上を初週にして上回り、自身最高となる初週売上を記録した。
同日付の週間デジタルアルバムランキングでは、初週21,825DLを記録し、本アルバムが初登場1位を獲得。週間ROCKアルバムランキングにおいても、本アルバムが初登場1位を獲得。また、2位には、前作『5』がランクインした。また、同日付の週間合算アルバムランキングでは、週間795,140PTを記録し、1位を獲得。計3部門での1位獲得となった。
さらに「ライラック」が、週間ストリーミングランキングにて、1位を獲得し、映像作品『Mrs. GREEN APPLE on "Harmony"』が、週間DVDランキング・Blu-rayランキング・ミュージックDVD・BDランキングにて、同時1位を獲得したことで、計7冠を達成。同ランキングでの7冠達成は、LiSA以来2組目であり、男性アーティストでは史上初の達成となった。
また、同日付の週間ストリーミング急上昇ランキングでは「ニュー・マイ・ノーマル」が、上昇率127.7%を記録し、1位を獲得。また、5位には「アポロドロス」、6位には「私は最強」、8位には「ナハトムジーク」、9位には「ANTENNA」がランクインし、トップ10内に5曲がランクインした。

### 歴史的なチャート独占
アルバム収録曲のほとんどが、Billboard JAPANやオリコンなどの音楽チャートで、好成績を残している。
特に「ライラック」は、オリコン週間ストリーミングランキングにおいて、2024年5月13日付から1年間（53週連続）トップ3にチャートインし続けるという、チャート史上初となる記録を打ち立てた。また、通算では54週目のトップ3入りとなり、トップ3にチャートインした通算の週数でも最長記録となり、ロングヒットとなっている（これまでの最長記録は、通算29週1位であった）。
また、5月14日付のBillboard JAPAN「Hot 100」において「天国」が、1位を獲得した際には、2位に「ライラック」、3位に「クスシキ」がランクインし、Ado以来2組目となる、同一アーティストによる1位から3位のチャート独占を達成した。本チャートのほか、Billboard JAPAN「Streaming Songs」と、オリコン週間ストリーミングランキングの計3つのチャートにおいて、トップ3を独占した。
6月7日に公開された、Billboard JAPAN上半期ランキングでは「Hot 100」にて「ライラック」が、1位を獲得しただけでなく、トップ5内に4曲、トップ100内には20曲がチャートイン。トップ5内に同一アーティストが4曲チャートインするのは、史上初の快挙となった。
Real Soundの音楽チャートアナライザー・Keiは、バンドの楽曲のチャート好成績の背景には、楽曲の質の高さや、リリースの多さのみならず、リリース時のマーケティング施策の徹底、記録達成時のSNSでの発信、そして音楽番組にとどまらないメディア露出など、注目度が高まった際にその増幅を図るという手法に長けている点がある、と分析している。

#### リカレントルール
下半期1回目の6月4日公開分より、Billboard JAPAN「Hot 100」および「Hot Albums」にて、リカレントルールが導入された。アメリカのビルボードでは既に導入されている本ルールは、日本独自のマーケットバランスを考慮し「Hot 100」においては、通算52週チャートインした楽曲を、「Hot Albums」においては、通算26週チャートインした楽曲のストリーミングポイントを一定の割合で減算するというもの。
本ルールの導入に関して、大森は自身のX（旧・Twitter）にて、以下のように述べている。
こういうのは触れ方がわからないけども、個人的な見解を。
烏滸がましさは大前提として、
きっと2025年の我々にとって大きな影響を与えるであろう改訂。
常に新しい音楽が生まれるわけで、なにを等しいとするかの判断として、とても健全な気がしています。
妥当な悔しさと安堵。

全ての音楽に敬意を。
コメントを発信した意図として、大森は以下のように述べている。
僕らのファンは若い人が多くて、10代の子たちには音楽に対するアンテナを張り巡らせてほしいっていう気持ちで、敢えてああいうことを書いたんです。
そうすると「これってどういうことなんだろう？大森さん、何言ってんだろう？」って関心が湧くじゃないですか？

たぶん、あれをやらなかったら、チャートのことや音楽のこととかに無関心なまま過ごす10代がいるかもしれないし、それはちょっとなんかな～という思いがあったので、そういう意図で投稿したものでした。

### チャート

#### アルバムのチャート
| チャート        | チャート             | 順位 |
| --------------- | -------------------- | ---- |
| Billboard JAPAN | Hot Albums           | 1    |
| Billboard JAPAN | Download Albums      | 1    |
| Billboard JAPAN | Top Albums Sales     | 1    |
| オリコン        | 週間アルバム         | 1    |
| オリコン        | 週間デジタルアルバム | 1    |
| オリコン        | 週間ROCKアルバム     | 1    |
| オリコン        | 週間合算アルバム     | 1    |

| チャート | チャート         | 順位 |
| -------- | ---------------- | ---- |
| オリコン | 月間アルバム     | 1    |
| オリコン | 月間ROCKアルバム | 1    |

#### 収録曲のチャート
| チャート               | チャート                 | 順位                   | チャート        | チャート                 | 順位           | チャート        | チャート                 | 順位           | チャート        | チャート                 | 順位      |
| ニュー・マイ・ノーマル | ニュー・マイ・ノーマル   | ニュー・マイ・ノーマル | Magic           | Magic                    | Magic          | コロンブス      | コロンブス               | コロンブス     | クスシキ        | クスシキ                 | クスシキ  |
| ---------------------- | ------------------------ | ---------------------- | --------------- | ------------------------ | -------------- | --------------- | ------------------------ | -------------- | --------------- | ------------------------ | --------- |
| Billboard JAPAN        | Hot 100                  | 23                     | Billboard JAPAN | Hot 100                  | 1              | Billboard JAPAN | Hot 100                  | 4              | Billboard JAPAN | Hot 100                  | 1         |
| Billboard JAPAN        | Download Songs           | 19                     | Billboard JAPAN | Download Songs           | 6              | Billboard JAPAN | Download Songs           | 2              | Billboard JAPAN | Download Songs           | 1         |
| Billboard JAPAN        | Streaming Songs          | 45                     | Billboard JAPAN | Streaming Songs          | 4              | Billboard JAPAN | Streaming Songs          | 4              | Billboard JAPAN | Streaming Songs          | 1         |
| Billboard JAPAN        | Hot Shot Songs           | -                      | Billboard JAPAN | Hot Shot Songs           | -              | Billboard JAPAN | Hot Shot Songs           | 1              | Billboard JAPAN | Hot Shot Songs           | 1         |
| オリコン               | 週間デジタルシングル     | 17                     | オリコン        | 週間デジタルシングル     | 4              | オリコン        | 週間デジタルシングル     | 2              | オリコン        | 週間デジタルシングル     | 1         |
| オリコン               | 週間ストリーミング       | 35                     | オリコン        | 週間ストリーミング       | 4              | オリコン        | 週間ストリーミング       | 4              | オリコン        | 週間ストリーミング       | 1         |
| オリコン               | 週間合算シングル         | 38                     | オリコン        | 週間合算シングル         | 9              | オリコン        | 週間合算シングル         | 7              | オリコン        | 週間合算シングル         | 2         |
| オリコン               | 週間ストリーミング急上昇 | 1                      | オリコン        | 週間ストリーミング急上昇 | -              | オリコン        | 週間ストリーミング急上昇 | -              | オリコン        | 週間ストリーミング急上昇 | -         |
| ダンスホール           | ダンスホール             | ダンスホール           | ANTENNA         | ANTENNA                  | ANTENNA        | アポロドロス    | アポロドロス             | アポロドロス   | 天国            | 天国                     | 天国      |
| Billboard JAPAN        | Hot 100                  | 8                      | Billboard JAPAN | Hot 100                  | 15             | Billboard JAPAN | Hot 100                  | 16             | Billboard JAPAN | Hot 100                  | 1         |
| Billboard JAPAN        | Download Songs           | 9                      | Billboard JAPAN | Download Songs           | 12             | Billboard JAPAN | Download Songs           | 5              | Billboard JAPAN | Download Songs           | 3         |
| Billboard JAPAN        | Streaming Songs          | 4                      | Billboard JAPAN | Streaming Songs          | 24             | Billboard JAPAN | Streaming Songs          | 22             | Billboard JAPAN | Streaming Songs          | 1         |
| Billboard JAPAN        | Hot Shot Songs           | -                      | Billboard JAPAN | Hot Shot Songs           | -              | Billboard JAPAN | Hot Shot Songs           | -              | Billboard JAPAN | Hot Shot Songs           | 2         |
| オリコン               | 週間デジタルシングル     | 9                      | オリコン        | 週間デジタルシングル     | -              | オリコン        | 週間デジタルシングル     | 5              | オリコン        | 週間デジタルシングル     | 3         |
| オリコン               | 週間ストリーミング       | 4                      | オリコン        | 週間ストリーミング       | 24             | オリコン        | 週間ストリーミング       | 21             | オリコン        | 週間ストリーミング       | 1         |
| オリコン               | 週間合算シングル         | 6                      | オリコン        | 週間合算シングル         | 31             | オリコン        | 週間合算シングル         | 20             | オリコン        | 週間合算シングル         | 4         |
| オリコン               | 週間ストリーミング急上昇 | -                      | オリコン        | 週間ストリーミング急上昇 | 9              | オリコン        | 週間ストリーミング急上昇 | 5              | オリコン        | 週間ストリーミング急上昇 | -         |
| Soranji                | Soranji                  | Soranji                | ナハトムジーク  | ナハトムジーク           | ナハトムジーク | familie         | familie                  | familie        | breakfast       | breakfast                | breakfast |
| Billboard JAPAN        | Hot 100                  | 10                     | Billboard JAPAN | Hot 100                  | 3              | Billboard JAPAN | Hot 100                  | 3              | Billboard JAPAN | Hot 100                  | 1         |
| Billboard JAPAN        | Download Songs           | 14                     | Billboard JAPAN | Download Songs           | 1              | Billboard JAPAN | Download Songs           | 1              | Billboard JAPAN | Download Songs           | 1         |
| Billboard JAPAN        | Streaming Songs          | 16                     | Billboard JAPAN | Streaming Songs          | 6              | Billboard JAPAN | Streaming Songs          | 2              | Billboard JAPAN | Streaming Songs          | 1         |
| Billboard JAPAN        | Hot Shot Songs           | 13                     | Billboard JAPAN | Hot Shot Songs           | -              | Billboard JAPAN | Hot Shot Songs           | 14             | Billboard JAPAN | Hot Shot Songs           | 1         |
| オリコン               | 週間デジタルシングル     | 6                      | オリコン        | 週間デジタルシングル     | 1              | オリコン        | 週間デジタルシングル     | 1              | オリコン        | 週間デジタルシングル     | 1         |
| オリコン               | 週間ストリーミング       | 8                      | オリコン        | 週間ストリーミング       | 6              | オリコン        | 週間ストリーミング       | 6              | オリコン        | 週間ストリーミング       | 2         |
| オリコン               | 週間合算シングル         | 14                     | オリコン        | 週間合算シングル         | 8              | オリコン        | 週間合算シングル         | 8              | オリコン        | 週間合算シングル         | 6         |
| オリコン               | 週間ストリーミング急上昇 | -                      | オリコン        | 週間ストリーミング急上昇 | 8              | オリコン        | 週間ストリーミング急上昇 | -              | オリコン        | 週間ストリーミング急上昇 | -         |
| 私は最強               | 私は最強                 | 私は最強               | ライラック      | ライラック               | ライラック     | ビターバカンス  | ビターバカンス           | ビターバカンス | 慶びの種        | 慶びの種                 | 慶びの種  |
| Billboard JAPAN        | Hot 100                  | 10                     | Billboard JAPAN | Hot 100                  | 1              | Billboard JAPAN | Hot 100                  | 1              | Billboard JAPAN | Hot 100                  | 11        |
| Billboard JAPAN        | Download Songs           | 14                     | Billboard JAPAN | Download Songs           | 4              | Billboard JAPAN | Download Songs           | 1              | Billboard JAPAN | Download Songs           | 3         |
| Billboard JAPAN        | Streaming Songs          | 16                     | Billboard JAPAN | Streaming Songs          | 1              | Billboard JAPAN | Streaming Songs          | 2              | Billboard JAPAN | Streaming Songs          | 11        |
| Billboard JAPAN        | Hot Shot Songs           | -                      | Billboard JAPAN | Hot Shot Songs           | 1              | Billboard JAPAN | Hot Shot Songs           | 1              | Billboard JAPAN | Hot Shot Songs           | 2         |
| オリコン               | 週間デジタルシングル     | 8                      | オリコン        | 週間デジタルシングル     | 3              | オリコン        | 週間デジタルシングル     | 1              | オリコン        | 週間デジタルシングル     | 4         |
| オリコン               | 週間ストリーミング       | 21                     | オリコン        | 週間ストリーミング       | 1              | オリコン        | 週間ストリーミング       | 2              | オリコン        | 週間ストリーミング       | 13        |
| オリコン               | 週間合算シングル         | 5                      | オリコン        | 週間合算シングル         | 1              | オリコン        | 週間合算シングル         | 6              | オリコン        | 週間合算シングル         | 17        |
| ケセラセラ             | ケセラセラ               | ケセラセラ             | Dear            | Dear                     | Dear           | ダーリン        | ダーリン                 | ダーリン       | -               | -                        | -         |
| Billboard JAPAN        | Hot 100                  | 4                      | Billboard JAPAN | Hot 100                  | 8              | Billboard JAPAN | Hot 100                  | 2              | -               | -                        | -         |
| Billboard JAPAN        | Download Songs           | 5                      | Billboard JAPAN | Download Songs           | 3              | Billboard JAPAN | Download Songs           | 2              | -               | -                        | -         |
| Billboard JAPAN        | Streaming Songs          | 3                      | Billboard JAPAN | Streaming Songs          | 8              | Billboard JAPAN | Streaming Songs          | 1              | -               | -                        | -         |
| Billboard JAPAN        | Hot Shot Songs           | 3                      | Billboard JAPAN | Hot Shot Songs           | -              | Billboard JAPAN | Hot Shot Songs           | 2              | -               | -                        | -         |
| オリコン               | 週間デジタルシングル     | 5                      | オリコン        | 週間デジタルシングル     | 3              | オリコン        | 週間デジタルシングル     | 2              | -               | -                        | -         |
| オリコン               | 週間ストリーミング       | 3                      | オリコン        | 週間ストリーミング       | 6              | オリコン        | 週間ストリーミング       | 2              | -               | -                        | -         |
| オリコン               | 週間合算シングル         | 5                      | オリコン        | 週間合算シングル         | 12             | オリコン        | 週間合算シングル         | 1              | -               | -                        | -         |

| チャート        | チャート        | 順位         |
| ダンスホール    | ダンスホール    | ダンスホール |
| --------------- | --------------- | ------------ |
| Billboard JAPAN | Hot 100         | 32           |
| Billboard JAPAN | Download Songs  | 35           |
| Billboard JAPAN | Streaming Songs | 32           |

| チャート        | チャート           | 順位         | チャート        | チャート           | 順位       | チャート        | チャート           | 順位  |
| ダンスホール    | ダンスホール       | ダンスホール | 私は最強        | 私は最強           | 私は最強   | Magic           | Magic              | Magic |
| --------------- | ------------------ | ------------ | --------------- | ------------------ | ---------- | --------------- | ------------------ | ----- |
| Billboard JAPAN | Hot 100            | 7            | Billboard JAPAN | Hot 100            | 55         | Billboard JAPAN | Hot 100            | 38    |
| Billboard JAPAN | Download Songs     | 15           | Billboard JAPAN | Download Songs     | 60         | Billboard JAPAN | Download Songs     | 41    |
| Billboard JAPAN | Streaming Songs    | 5            | Billboard JAPAN | Streaming Songs    | 60         | Billboard JAPAN | Streaming Songs    | 40    |
| オリコン        | 年間ストリーミング | 5            | オリコン        | 年間ストリーミング | -          | オリコン        | 年間ストリーミング | -     |
| オリコン        | 年間合算シングル   | -            | オリコン        | 年間合算シングル   | 8          | オリコン        | 年間合算シングル   | -     |
| Soranji         | Soranji            | Soranji      | ケセラセラ      | ケセラセラ         | ケセラセラ | -               | -                  | -     |
| Billboard JAPAN | Hot 100            | 19           | Billboard JAPAN | Hot 100            | 23         | -               | -                  | -     |
| Billboard JAPAN | Download Songs     | 56           | Billboard JAPAN | Download Songs     | 27         | -               | -                  | -     |
| Billboard JAPAN | Streaming Songs    | 15           | Billboard JAPAN | Streaming Songs    | 21         | -               | -                  | -     |
| オリコン        | 年間合算シングル   | -            | オリコン        | 年間合算シングル   | 8          | -               | -                  | -     |

| チャート        | チャート             | 順位         | チャート        | チャート             | 順位       | チャート        | チャート             | 順位           | チャート        | チャート             | 順位         |
| ダンスホール    | ダンスホール         | ダンスホール | ケセラセラ      | ケセラセラ           | ケセラセラ | ナハトムジーク  | ナハトムジーク       | ナハトムジーク | コロンブス      | コロンブス           | コロンブス   |
| --------------- | -------------------- | ------------ | --------------- | -------------------- | ---------- | --------------- | -------------------- | -------------- | --------------- | -------------------- | ------------ |
| Billboard JAPAN | Hot 100              | 10           | Billboard JAPAN | Hot 100              | 6          | Billboard JAPAN | Hot 100              | 47             | Billboard JAPAN | Hot 100              | 49           |
| Billboard JAPAN | Download Songs       | 31           | Billboard JAPAN | Download Songs       | 12         | Billboard JAPAN | Download Songs       | 71             | Billboard JAPAN | Download Songs       | 52           |
| Billboard JAPAN | Streaming Songs      | 11           | Billboard JAPAN | Streaming Songs      | 6          | Billboard JAPAN | Streaming Songs      | 40             | Billboard JAPAN | Streaming Songs      | 45           |
| オリコン        | 年間ストリーミング   | -            | オリコン        | 年間ストリーミング   | 5          | オリコン        | 年間ストリーミング   | -              | オリコン        | 年間ストリーミング   | -            |
| オリコン        | 年間合算シングル     | -            | オリコン        | 年間合算シングル     | 10         | オリコン        | 年間合算シングル     | -              | オリコン        | 年間合算シングル     | -            |
| Soranji         | Soranji              | Soranji      | Magic           | Magic                | Magic      | ライラック      | ライラック           | ライラック     | アポロドロス    | アポロドロス         | アポロドロス |
| Billboard JAPAN | Hot 100              | 12           | Billboard JAPAN | Hot 100              | 18         | Billboard JAPAN | Hot 100              | 5              | Billboard JAPAN | Hot 100              | -            |
| Billboard JAPAN | Download Songs       | 62           | Billboard JAPAN | Download Songs       | 69         | Billboard JAPAN | Download Songs       | 5              | Billboard JAPAN | Download Songs       | 76           |
| Billboard JAPAN | Streaming Songs      | 10           | Billboard JAPAN | Streaming Songs      | 15         | Billboard JAPAN | Streaming Songs      | 4              | Billboard JAPAN | Streaming Songs      | -            |
| オリコン        | 年間デジタルシングル | -            | オリコン        | 年間デジタルシングル | -          | オリコン        | 年間デジタルシングル | 3              | オリコン        | 年間デジタルシングル | -            |
| オリコン        | 年間ストリーミング   | 8            | オリコン        | 年間ストリーミング   | -          | オリコン        | 年間ストリーミング   | 2              | オリコン        | 年間ストリーミング   | -            |
| オリコン        | 年間合算シングル     | -            | オリコン        | 年間合算シングル     | -          | オリコン        | 年間合算シングル     | 6              | オリコン        | 年間合算シングル     | -            |
| 私は最強        | 私は最強             | 私は最強     | ANTENNA         | ANTENNA              | ANTENNA    | Dear            | Dear                 | Dear           | familie         | familie              | familie      |
| Billboard JAPAN | Hot 100              | 85           | Billboard JAPAN | Hot 100              | 93         | Billboard JAPAN | Hot 100              | 65             | Billboard JAPAN | Hot 100              | 60           |
| Billboard JAPAN | Download Songs       | -            | Billboard JAPAN | Download Songs       | -          | Billboard JAPAN | Download Songs       | 55             | Billboard JAPAN | Download Songs       | 34           |
| Billboard JAPAN | Streaming Songs      | 84           | Billboard JAPAN | Streaming Songs      | 88         | Billboard JAPAN | Streaming Songs      | 70             | Billboard JAPAN | Streaming Songs      | 69           |
| オリコン        | 年間合算シングル     | 9            | オリコン        | 年間合算シングル     | -          | オリコン        | 年間合算シングル     | -              | オリコン        | 年間合算シングル     | -            |

## 認定とセールス

### アルバムの認定とセールス
本アルバムは、日本レコード協会より発表された7月度ゴールドディスク認定作品において、自身初となるミリオン認定を受けた。
| 認定年月  | 認定     | 売上   |
| --------- | -------- | ------ |
| 2025年7月 | ミリオン | 100万+ |

### 収録曲の認定とセールス
アルバム収録の19曲のうち、15曲がBillboard JAPAN「Streaming Songs」、またはオリコン週間ストリーミングランキングにおいて、ストリーミング累計再生回数1億回を突破している。Billboard JAPANにてストリーミング累計再生回数1億回を突破した曲数は28曲、オリコンにてストリーミング累計再生回数1億回を突破した曲数は27曲であり、両チャートとも歴代最多記録となっている。
7月2日には、Billboard JAPANにおいて、全楽曲での国内ストリーミング累計再生回数が、史上初となる100億回を突破。
7月21日付（集計期間：2025年7月7日 - 13日）のオリコン週間ストリーミングランキングにて、トップ500にランクインした楽曲の累計再生回数が、チャート史上最高記録となる1.2億回を突破。累計再生回数1億回超えは、チャート史上初の快挙であり、6度目の達成となる。
| Billboard JAPAN        | オリコン               | Billboard JAPAN | オリコン   | Billboard JAPAN | オリコン       | Billboard JAPAN | オリコン   | Billboard JAPAN | オリコン       |
| ニュー・マイ・ノーマル | ニュー・マイ・ノーマル | 私は最強        | 私は最強   | ANTENNA         | ANTENNA        | Dear            | Dear       | ビターバカンス  | ビターバカンス |
| ---------------------- | ---------------------- | --------------- | ---------- | --------------- | -------------- | --------------- | ---------- | --------------- | -------------- |
| 1億回                  | 1億回                  | 2億回           | 2億回      | 1億回           | 1億回          | 1億回           | 1億回      | 1億回           | 1億回          |
| ダンスホール           | ダンスホール           | ケセラセラ      | ケセラセラ | ナハトムジーク  | ナハトムジーク | コロンブス      | コロンブス | ダーリン        | ダーリン       |
| 7億回                  | 7億回                  | 6億回           | 6億回      | 1億回           | 1億回          | 2億回           | 1億回      | 1億回           | 1億回          |
| Soranji                | Soranji                | Magic           | Magic      | ライラック      | ライラック     | familie         | familie    | クスシキ        | クスシキ       |
| 6億回                  | 6億回                  | 4億回           | 2億回      | 6億回           | 7億回          | 2億回           | 2億回      | 1億回           | 1億回          |

アルバム収録の19曲のうち、16曲が日本レコード協会より、ダウンロード認定やストリーミング認定を受けている。
|                        | 認定                   | 売上・再生回数         |                | 認定               | 売上・再生回数    |                | 認定         | 売上・再生回数    |                | 認定           | 売上・再生回数    |
| ニュー・マイ・ノーマル | ニュー・マイ・ノーマル | ニュー・マイ・ノーマル | ケセラセラ     | ケセラセラ         | ケセラセラ        | ライラック     | ライラック   | ライラック        | familie        | familie        | familie           |
| ---------------------- | ---------------------- | ---------------------- | -------------- | ------------------ | ----------------- | -------------- | ------------ | ----------------- | -------------- | -------------- | ----------------- |
| ダウンロード           | 未公表                 | -                      | ダウンロード   | 未公表             | -                 | ダウンロード   | プラチナ     | 250,000回再生     | ダウンロード   | 未公表         | -                 |
| ストリーミング         | プラチナ               | 100,000,000回再生      | ストリーミング | ダイヤモンド       | 500,000,000回再生 | ストリーミング | ダイヤモンド | 500,000,000回再生 | ストリーミング | プラチナ       | 100,000,000回再生 |
| ダンスホール           | ダンスホール           | ダンスホール           | Magic          | Magic              | Magic             | Dear           | Dear         | Dear              | ビターバカンス | ビターバカンス | ビターバカンス    |
| ダウンロード           | ゴールド               | 100,000回再生          | ダウンロード   | 未公表             | -                 | ダウンロード   | 未公表       | -                 | ダウンロード   | 未公表         | -                 |
| ストリーミング         | ダイヤモンド           | 500,000,000回再生      | ストリーミング | トリプル・プラチナ | 300,000,000回再生 | ストリーミング | プラチナ     | 100,000,000回再生 | ストリーミング | プラチナ       | 100,000,000回再生 |
| Soranji                | Soranji                | Soranji                | ANTENNA        | ANTENNA            | ANTENNA           | コロンブス     | コロンブス   | コロンブス        | ダーリン       | ダーリン       | ダーリン          |
| ダウンロード           | ゴールド               | 100,000回再生          | ダウンロード   | 未公表             | -                 | ダウンロード   | 未公表       | -                 | ダウンロード   | 未公表         | -                 |
| ストリーミング         | ダイヤモンド           | 500,000,000回再生      | ストリーミング | プラチナ           | 100,000,000回再生 | ストリーミング | プラチナ     | 100,000,000回再生 | ストリーミング | プラチナ       | 100,000,000回再生 |
| 私は最強               | 私は最強               | 私は最強               | ナハトムジーク | ナハトムジーク     | ナハトムジーク    | アポロドロス   | アポロドロス | アポロドロス      | クスシキ       | クスシキ       | クスシキ          |
| ダウンロード           | 未公表                 | -                      | ダウンロード   | 未公表             | -                 | ダウンロード   | 未公表       | -                 | ダウンロード   | 未公表         | -                 |
| ストリーミング         | ダブル・プラチナ       | 200,000,000回再生      | ストリーミング | プラチナ           | 100,000,000回再生 | ストリーミング | ゴールド     | 50,000,000回再生  | ストリーミング | ゴールド       | 50,000,000回再生  |

## 受賞

### 収録曲の受賞歴
| 年     | 音楽賞                         | 賞名                                                                        | 受賞作品                         | 結果 |
| ------ | ------------------------------ | --------------------------------------------------------------------------- | -------------------------------- | ---- |
| 2022年 | 第64回日本レコード大賞         | 優秀作品賞                                                                  | 「ダンスホール」                 | 受賞 |
| 2023年 | MTV VMAJ 2023                  | Video of the Year                                                           | 「ケセラセラ」ミュージックビデオ | 受賞 |
| 2023年 | MTV VMAJ 2023                  | Best Visual Effects                                                         | 「ケセラセラ」ミュージックビデオ | 受賞 |
| 2023年 | MTV VMAJ 2023                  | Best Alternative Video                                                      | 「Magic」ミュージックビデオ      | 受賞 |
| 2023年 | 第65回日本レコード大賞         | 優秀作品賞                                                                  | 「ケセラセラ」                   | 受賞 |
| 2023年 | 第65回日本レコード大賞         | 日本レコード大賞                                                            | 「ケセラセラ」                   | 受賞 |
| 2024年 | 第38回日本ゴールドディスク大賞 | ベスト5ソング・バイ・ストリーミング                                         | 「ケセラセラ」                   | 受賞 |
| 2024年 | 第66回日本レコード大賞         | 優秀作品賞                                                                  | 「ライラック」                   | 受賞 |
| 2024年 | 第66回日本レコード大賞         | 日本レコード大賞                                                            | 「ライラック」                   | 受賞 |
| 2025年 | 第39回日本ゴールドディスク大賞 | ベスト5ソング・バイ・ストリーミング                                         | 「ライラック」                   | 受賞 |
| 2025年 | 第48回日本アカデミー賞         | 主題歌賞                                                                    | 「Dear」                         | 受賞 |
| 2025年 | MTV VMAJ 2024                  | Video of the Year                                                           | 「ライラック」ミュージックビデオ | 受賞 |
| 2025年 | MTV VMAJ 2024                  | Best Group Video -Japan-                                                    | 「ライラック」ミュージックビデオ | 受賞 |
| 2025年 | MTV VMAJ 2024                  | Best Art Direction Video                                                    | 「ライラック」ミュージックビデオ | 受賞 |
| 2025年 | MTV VMAJ 2024                  | Best Cinematography                                                         | 「ライラック」ミュージックビデオ | 受賞 |
| 2025年 | NexTone Award 2025             | Bronze Medal                                                                | 「ケセラセラ」                   | 受賞 |
| 2025年 | MUSIC AWARDS JAPAN 2025        | カラオケ特別賞 カラオケ・オブ・ザ・イヤー： J-Pop powered by DAM & JOYSOUND | 「ライラック」                   | 受賞 |

## プロモーション

### 大規模なプロモーション
6月19日より、本アルバムリリースまでのカウントダウン施策「MGA COUNTDOWN」が、バンド公式LINEにてスタート。本施策は、アルバムリリースまでの日数をカウントしながら、収録曲のミュージックビデオ、およびライブ映像を視聴し、歌詞の穴埋めクイズに正解することで、パズルピースを集めることができ、リリース日の7月8日にパズルが完成するというもの。
リリース日である7月8日には、デビュー10周年を記念した生配信「Mrs. NEWS10」が、公式YouTubeチャンネルにて行われた。
同日19時には、東京タワーのライトアップ「東京タワーミセスグリーンライトアップ」が行われた。さらに、高さ150mに位置する展望台「メインデッキ」の南面（品川方面）には、バンドロゴが放映された。メインデッキにアーティストのロゴが映し出されるのは、史上初である。
また、タワー内では、7月5日から21日にかけて「東京タワー MGA MAGICAL 10 YEARS」として、フットタウン館内にて収録曲がオンエアされた。メインデッキ内の大型ビジョンでは、ミュージックビデオが放映された。なお、ミュージックビデオは、他の動画と交代で、約30分に1回上映された。
東京・渋谷では、アルバムのAmazon Music屋外広告が掲載された。このほか、韓国・アメリカ（ニューヨーク・ロサンゼルス）では、アルバムのYouTube Music屋外広告が掲載された。
7月19日より、特別ラッピングカー・MGA MAGICAL TRUCK for「10」が、全国各地の高速道路サービスエリアを巡回し、アルバムの移動販売が行われている。通常盤・MAGICAL PRICE盤の2形態が販売され、山陽自動車道 宮島SA上り・九州自動車道 広川SA下り・新東名高速道路 岡崎SA上下一体・新名神高速道路 宝塚北SA上下一体・中央自動車道 談合坂SA下りの全5か所を巡回する。

### 「CD聴こうよ。」キャンペーン
本アルバムのプロモーション企画「CD聴こうよ。」が、東京都内を中心に実施された。本企画は、ストリーミング時代ともいえる現代に、あえてフィジカルメディアのCDを手に取ること、聴くことの楽しさ・魅力を提案するキャンペーンとなっている。コンビニエンスストアでのアルバム販売や、価格を抑えた「MAGICAL PRICE盤」は、通常よりもCD購入の機会を増やすための試みである。
東京・渋谷スクランブル交差点に面するQFRONTには、本企画の広告と、大森が企画に込めたメッセージが掲出されている。渋谷のほかに、大阪・名古屋・札幌・博多の全5都市にて掲出される。なお、掲出期間は、7月13日までとなっている。渋谷・道玄坂ハッピーボードには、CDプレーヤー150個が掲出されている。
QFRONTの広告には、以下の大森によるメッセージが掲出されている。
サブスクで聴く音楽もいい。
ミセスはそのおかげで、本当に多くの人に聴いてもらえた。
でも、CDで聴く音楽も僕は好きだ。
あの頃、夢中で味わった音楽だけの世界。
そんな瞬間を、もう一度。
そしてまだ体験したことのないあなたにも。

心と形に残る音楽を。
7月3日から17日にかけて、JR山手線のジャック企画が行われた。車体は、デビュー10周年ロゴをあしらったラッピング仕様となっており、車内のトレインチャンネルでは、メンバーが「CDの聴き方」をレクチャーするCMや、収録曲のミュージックビデオなどが放映された。また、中吊り広告やドア横には「CDの素敵なところ」を紹介するポスターや、大泉洋・梶裕貴・神木隆之介・ダイスケはん（マキシマム ザ ホルモン）・NiziU・林修らによるPOP広告も掲出された。
| ミセスの音楽は、僕らの背中を押すどころか『蹴っ』てくる。 どうしたって、前に進むしかないと思わせてくれるのだ。（大泉洋） 弱さを知っているから、強くなれる。 不完全だからこそ愛おしい。 ミセスの音楽からは、体温を感じます。（梶裕貴） ミセスの曲を聴くと人生を祝福されている気持ちになる！ 「ケセラセラ」は口癖です。（神木隆之介） | 極上ポップ成分が心の免疫力を高めてくれる、 もはや『国民の特保』（ダイスケはん） 心にそっと寄り添うミセスさんの音楽に、 出会えた奇跡にありがとう！（NiziU） 軽やかな飛翔力―いつのまにか僕たちは 新たな世界に招かれている、いつも。（林修） |

また、メンバーの名前（大森・若井・藤澤）にちなんだ3つの駅「JR大森駅」「土佐くろしお鉄道 若井駅」「JR藤沢駅」には、広告のスペシャルバージョンサイン入りが掲出されている。若井駅では、若井本人が実際に駅に赴き、現地でサインを行った。Google Mapsには、若井本人によるレビューがなされている。
7月5日より、本アルバムのCMがオンエア開始された。CMのナレーションは、声優の大谷育江と宮野真守が担当している。大谷は、テレビアニメ『ONE PIECE』のトニートニー・チョッパー役であり、バンドはアニメーション映画『ONE PIECE FILM RED』にて劇中歌「私は最強」を提供。宮野は、テレビアニメ『忘却バッテリー』の要圭役であり、バンドは主題歌「ライラック」を担当しており、バンドにゆかりのある2人が、ナレーションを務めている。
さらに、先述の生配信「Mrs. NEWS10」にて、3人目のナレーターとして、広心（ヒロコ）が担当していることが発表された。広心は、若井演じるキャラクターであり、パーソナリティを務めるラジオ番組『ミセスLOCKS!』（TOKYO FM）にも度々登場している。

#### ミセスとCD聴こうよ。展 @TSUTAYA
7月7日から14日にかけて、SHIBUYA TSUTAYA（東京都渋谷区、QFRONT内）にて、特別展「ミセスとCD聴こうよ。展 @TSUTAYA」が開催された。本展示は、CDの魅力を改めて紹介・体験できるものであり、CDの誕生や文化的背景、用語解説など、フィジカルメディアの魅力を多角的に伝える展示が行われた。また、合計310枚のCDが壁面に並べられる、平成31年分のシングル・アルバムランキング上位5作品の実物展示が行われた。
また、バンドのCDリリースを一望できる「CDコレクション2015-2025」や、CDを実際に再生して聴ける試聴体験コーナーなども設置された。さらに、各メンバーが「夏のドライブ」「ギターに痺れた」「部活帰り」などのテーマで選んだ、お気に入りCDを紹介する展示も行われた。物販エリアでは、バンドの歴代CD、DVD・Blu-rayのほか、限定コラボグッズも販売された。
開催にあたって、SHIBUYA TSUTAYAは、以下のようにコメントしている。
SHIBUYA TSUTAYAは開業から25年間、CDをお客様にお届けし続けてきました。
と同時に、体験もお届けしてきたつもりです。
皆様にお持ち帰りいただいたCD達は、リアルの店舗に来て見て買ったその記憶と共にあるものだと、そのCDには音楽と一緒に一人ひとり違う思い出も詰まっているのだと。
そう信じています。

この展示とMrs. GREEN APPLEの音楽を通して、皆様が新たに作る思い出をCDと共にお持ち帰りいただけたら、それが私達の喜びです。

#### キャンペーンの持つ意義
本企画に関して、大森は「我々からすると、レコードとかカセットとかが世代ではないからね。今の世代の子たちからすると、僕らでいうカセットとか、そこらへんのものを『聴こうよ』って言われている感覚なのかもしれない」と述べた。サブスクリプションサービスを通して、デジタルで音楽を聴く現代については「我々はものを大事に作ってるけどさ、もう "サブスク" っていう言葉がすごく一般的な言葉になって、そこをもしかしたら担っているのかもしれない」としている。
また、デビュー当時は「まだサブスクが始まるか云々……みたいな頃で、"そういうものがあってもいいのか、どうなのか？" っていう論争が業界内にあった」とし「"月額制で音楽が好きなだけ聴けるっていうのは、ものづくりの職人たち、アーティストたちにとってはどうなんだろう？" っていうことがあった」と振り返った上で「だから、それが何周も回ってまたCDがちゃんと届いて……っていう風に、その意図もしっかりわかってもらって、逆にサブスクの良さもちゃんと世間が証明してくれて、すごい嬉しいな、って思います」と語った。

#### 大森のプロデューサーとしての素質
大森は、クリエイティブディレクター・コピーライターの有元沙矢香率いるクリエイティブチームとともに、本プロジェクトの構想・実現を進めた。大森が有元の広告作品を見て、一緒に仕事ができる機会を作れないか、連絡を取ったという。「今の10代の子とかって、CD聴いたことあるのかな？」という発言をきっかけに「CDを聴くという体験自体を広告するのがいいのでは？」というコンセプトが固められた。
本アルバムは、バンドとして2年ぶりとなるフィジカル作品となる。活動再開以降、フィジカルリリースは、2022年のシングル「Soranji」とミニアルバム『Unity』、2023年のフルアルバム『ANTENNA』の3作品のみであり、大森は、若年層がCDではなくデジタルで音楽を聴いていることを理解しながら、そんな現代にCDを聴くことで、CDだからこそ得られる音楽との関わり方、楽しみ方を知る機会を設けることをゴールに、本プロジェクトが進められた。
有元は、本プロジェクトの持つ意義として「本アルバムの売上に貢献することがゴールのひとつ」としつつ「CDを聴く文化の継承と、この時代にCDを売ることの意味」であると述べた。「（本プロジェクトを通して）文化として一人でも多くの方にCDを聴いてもらい、その音楽体験が、その人たちの日々と人生をより豊かにしてくれたらうれしいです」としている。
また、有元は大森の広告に関する知識量に驚かされたという。「媒体ごとの最適なアプローチの仕方、広告を掲出した後の動きさえも把握されていて、会話がスムーズでした」と振り返っている。山手線の車内広告については「スマホとの戦いなので、とにかく広告臭を減らして、エンタメ要素が多いものにしたい」という大森からの提案があったという。「私たちがどんな生活をしていて、広告をどう見ているかがちゃんとイメージできている。この繊細な想像力があの歌詞を作り上げている」と評した。

## 収録内容
| 全作詞・作曲: 大森元貴。 |                            |           |            |                                      |                                                         |      |
| #                        | タイトル                   | 作詞      | 作曲・編曲 | 編曲                                 | アレンジ                                                | 時間 |
| 1.                       | 「ニュー・マイ・ノーマル」 | 大森元貴  | 大森元貴   | Mrs. GREEN APPLE, 山下洋介           | ストリングス・アレンジ：山下洋介                        | 4:05 |
| 2.                       | 「ダンスホール」           | 大森元貴  | 大森元貴   | 大森元貴, 久保田真悟（Jazzin' park） | ホーン・アレンジ：久保田真悟                            | 3:18 |
| 3.                       | 「Soranji」                | 大森元貴  | 大森元貴   | 大森元貴, EFFY                       | ストリングス・アレンジ：EFFY                            | 5:42 |
| 4.                       | 「私は最強」               | 大森元貴  | 大森元貴   | Mrs. GREEN APPLE, 伊藤賢             | ストリングス&ホーン・アレンジ：伊藤賢                   | 4:17 |
| 5.                       | 「ケセラセラ」             | 大森元貴  | 大森元貴   | 花井諒, 大森元貴                     | ストリングス・アレンジ：須原杏 ホーン・アレンジ：小西遼 | 4:32 |
| 6.                       | 「Magic」                  | 大森元貴  | 大森元貴   | 久保田真悟（Jazzin' park）, 大森元貴 |                                                         | 4:21 |
| 7.                       | 「ANTENNA」                | 大森元貴  | 大森元貴   | 大森元貴, 花井諒                     |                                                         | 4:30 |
| 8.                       | 「ナハトムジーク」         | 大森元貴  | 大森元貴   | 大森元貴, 伊藤賢                     | ストリングス&ホーン・アレンジ：伊藤賢                   | 4:22 |
| 9.                       | 「ライラック」             | 大森元貴  | 大森元貴   | 久保田真悟（Jazzin' park）, 大森元貴 |                                                         | 4:49 |
| 10.                      | 「Dear」                   | 大森元貴  | 大森元貴   | 大森元貴, 久保田真悟（Jazzin' park） | ストリングス・アレンジ：久保田真悟, 兼松衆              | 5:10 |
| 11.                      | 「コロンブス」             | 大森元貴  | 大森元貴   | 大森元貴, 花井諒                     | ホーン・アレンジ：半田信英                              | 3:48 |
| 12.                      | 「アポロドロス」           | 大森元貴  | 大森元貴   | 大森元貴, 久保田真悟（Jazzin' park） | ストリングス・アレンジ：久保田真悟, 室屋光一郎          | 4:45 |
| 13.                      | 「familie」                | 大森元貴  | 大森元貴   | 大森元貴, 花井諒                     |                                                         | 3:42 |
| 14.                      | 「ビターバカンス」         | 大森元貴  | 大森元貴   | 大森元貴, 花井諒                     |                                                         | 3:20 |
| 15.                      | 「ダーリン」               | 大森元貴  | 大森元貴   | 伊藤賢, 大森元貴                     |                                                         | 4:37 |
| 16.                      | 「クスシキ」               | 大森元貴  | 大森元貴   | 大森元貴, 久保田真悟（Jazzin' park） |                                                         | 3:09 |
| 17.                      | 「天国」                   | 大森元貴  | 大森元貴   | 伊藤賢, 大森元貴                     |                                                         | 5:23 |
| 18.                      | 「breakfast」              | 大森元貴  | 大森元貴   | 大森元貴, 花井諒                     |                                                         | 3:54 |
| 19.                      | 「慶びの種」               | 大森元貴  | 大森元貴   | 兼松衆                               |                                                         | 5:36 |
| 合計時間:                | 合計時間:                  | 合計時間: | 合計時間:  | 83:20                                |                                                         |      |

| #         | タイトル                  | 作詞・作曲 | 編曲                                 | 時間  |
| --------- | ------------------------- | ---------- | ------------------------------------ | ----- |
| 20.       | 「道徳の皿 〜2025ver.〜」 | 大森元貴   | 大森元貴, 久保田真悟（Jazzin' park） | 4:25  |
| 合計時間: | 合計時間:                 | 合計時間:  | 合計時間:                            | 87:55 |

| #  | タイトル                                      | 作詞 | 作曲・編曲 |
| -- | --------------------------------------------- | ---- | ---------- |
| 1. | 「Studio Session Live #4 "Variety"」          |      |            |
| 2. | 「Mrs. GREEN APPLE 10周年記念メンバー座談会」 |      |            |

| #  | タイトル                   | 作詞 | 作曲・編曲 |
| -- | -------------------------- | ---- | ---------- |
| 1. | 「ニュー・マイ・ノーマル」 |      |            |
| 2. | 「ダンスホール」           |      |            |
| 3. | 「Soranji」                |      |            |
| 4. | 「私は最強」               |      |            |
| 5. | 「ケセラセラ」             |      |            |

| #  | タイトル           | 作詞 | 作曲・編曲 |
| -- | ------------------ | ---- | ---------- |
| 1. | 「Magic」          |      |            |
| 2. | 「ANTENNA」        |      |            |
| 3. | 「ナハトムジーク」 |      |            |
| 4. | 「ライラック」     |      |            |

| #  | タイトル           | 作詞 | 作曲・編曲 |
| -- | ------------------ | ---- | ---------- |
| 1. | 「Dear」           |      |            |
| 2. | 「コロンブス」     |      |            |
| 3. | 「アポロドロス」   |      |            |
| 4. | 「familie」        |      |            |
| 5. | 「ビターバカンス」 |      |            |

| #  | タイトル      | 作詞 | 作曲・編曲 |
| -- | ------------- | ---- | ---------- |
| 1. | 「ダーリン」  |      |            |
| 2. | 「クスシキ」  |      |            |
| 3. | 「天国」      |      |            |
| 4. | 「breakfast」 |      |            |
| 5. | 「慶びの種」  |      |            |

## クレジット
特記ない限り、CDのブックレットによる。

### Mrs. GREEN APPLE
| 大森元貴 - Vocal - Chorus (#1 - 18, 20) - Electric Guitar (#1 - 17, 20) - Acoustic Guitar (#5, 10, 12, 13, 15, 16, 19) - Programming (#1 - 16, 18) - Gaya Chorus (#6) - Clap (#11) - Noise (#17) | 若井滉斗 - Electric Guitar - Classical Guitar (#5) - Chorus (#9) - Gaya Chorus (#6, 11, 12) - Clap (#11) | 藤澤涼架 - Acoustic Piano (#1, 3, 4, 5, 8, 15, 17, 19) - Keyboard (#1, 2, 5, 7 - 10, 12 - 14, 16, 18, 20) - Flute (#2, 11, 20) - Original Strings & Horn Arrangement (#5) - Chorus (#9) - Gaya Chorus (#6, 11, 12) - Clap (#11) |

### レコーディング
| ニュー・マイ・ノーマル - クラカズヒデユキ：Drums - 森夏彦：Electric Bass - 山下洋介：Programming, Strings Arrangement - 須原杏、三國茉莉：Violin 1 - 白須今、大嶋世菜：Violin 2 - 三品芽生、世川すみれ：Viola - 伊藤修平、渡邊雅弦：Cello ダンスホール - クラカズヒデユキ：Drums - 森夏彦：Electric Bass - 久保田真悟：Programming, Horn Arrangement - 吉澤達彦：Trumpet - 半田信英：Trombone - 橋本和也：Alto Sax, Tenor Sax, Baritone Sax Soranji - クラカズヒデユキ：Drums - 森夏彦：Electric Bass - EFFY：Programming, Strings Arrangement - 須原杏、吉田篤貴、三國茉莉、佐藤帆乃佳：Violin 1 - 白澤美佳、白須今、Miz：Violin 2 - 伊藤修平、林田順平：Cello - 高杉健人：Contrabass - KOCHO、内田千陽、滝本真己、本郷詩織、松岡大海、河野陽介：Choir 私は最強 - クラカズヒデユキ：Drums, Triangle, Cabasa, Tambourine, Vibraslap, Wind Chime, Shaker - 森夏彦：Electric Bass - 伊藤賢：Programming, Strings & Horn Arrangement - 須原杏、名倉主、佐藤帆乃佳、白須今：Violin 1 - 大嶋世菜、山本大将、中島優紀、三輪紫乃：Violin 2 - 三品芽生、世川すみれ：Viola - 伊藤修平、村岡苑子：Cello - 吉澤達彦：Trumpet - 半田信英：Trombone - 近藤淳也：Alto Sax ケセラセラ - 神田リョウ：Drums - 森夏彦：Electric Bass, Wood Bass - 花井諒：Programming - 須原杏：Violin 1, Additional Strings Arrangement - 吉田篤貴、佐藤帆乃佳：Violin 1 - 沖増菜摘、亀井友莉、地行美穂：Violin 2 - 三品芽生、世川すみれ：Viola - 関口将史、村岡苑子：Cello - 真砂陽地：Trumpet - 笹栗良太：Trombone & Bass Trombone - 小西遼：Additional Horn Arrangement, Alto Sax, Tenor Sax, Baritone Sax, Flute - 濱池宗：Horn Magic - 久保田真悟：Programming - Gregory Germain、清水美穂、吉見潮音、脇山 "コジロウ" 真幸、さのひかる、江口規夫、星野孝尚、茂木岳史、吉村圭史、小川茜、村上葉子、北村亮介：Gaya Chorus | ANTENNA - クラカズヒデユキ：Drums - 森夏彦：Electric Bass - 花井諒：Programming ナハトムジーク - 神田リョウ：Drums - 森夏彦：Electric Bass - 伊藤賢：Programming - 須原杏、三國茉莉、山本大将、亀井友莉、高橋和葉、大槻桃斗：Violin 1 - 佐藤帆乃佳、雨宮麻未子、MIZ、三輪紫乃：Violin 2 - 舘泉礼一、河村泉、世川すみれ：Viola - 内田麒麟、林田順平：Cello ライラック - クラカズヒデユキ：Drums - 二家本亮介：Electric Bass - 久保田真悟：Programming Dear - Mike Marrington：Drums - 久保田真悟：Programming, Strings Arrangement - 兼松衆：Strings Arrangement - 室谷光一郎、小寺里奈、桐山なぎさ、山本理紗：Violin 1 - 氏川恵美子、浮村恵梨子、柳原有弥、對馬哲男：Violin 2 - 馬渕昌子、島岡智子：Viola - 堀沢真己、村中俊之：Cello コロンブス - 真砂陽地：Trumpet - 半田信英：Trombone, Bass Trombone, Additional Horn Arrangement - 橋本和也：Alto Sax, Tenor Sax, Baritone Sax - 脇山 "コジロー" 真幸、江口規夫、星野孝尚、さのひかる、村上葉子：Clap - 花井諒：Programming, Clap - 飯島絵莉子、村上葉子：Gaya Chorus アポロドロス - クラカズヒデユキ：Drums, Grand Cassa, Wind Chime & Suspended Cymbal - 二家本亮介：Electric Bass - 久保田真悟：Programming, Strings Arrangement - 室谷光一郎：Strings Arrangement, Violin 1 - 江口規夫、星野孝尚、池田勇介、さのひかる、村上葉子：Gaya Chorus - 氏川恵美子、浮村恵梨子、今岡秀輝：Violin 1 - 對馬哲男、楢村海香、桐山なぎさ、中島優紀：Violin 2 - 島岡智子、馬渕昌子：Viola - 堀沢真己、水野由紀：Cello familie - 神田リョウ：Drums, Timbales, Bongo, Djembe, Shaker, Maracas, Tambourine & Triangle - 二家本亮介：Electric Bass - 花井諒：Programming | ビターバカンス - 河村吉宏：Drums - 二家本亮介：Electric Bass - 兼松衆：Keyboard - 花井諒：Programming - 吉岡さな、英茉、谷利春瑠、イーグル紅、松尾航耀、野島悠生：Child Chorus - 西川紗那子：Chorus Coordinate ダーリン - 河村吉宏：Drums - 二家本亮介：Electric Bass - 伊藤賢：Programming - 須原杏、三國茉莉、山本大将、中島優紀、大嶋世菜、町田匡：Violin 1 - 高橋和葉、西原史織、和泉昌子、大谷舞：Violin 2 - 村田泰子、舘泉礼一、亀井友莉：Viola - 飯島奏人、村岡苑子：Cello クスシキ - 河村吉宏：Drums - 二家本亮介：Electric Bass - 久保田真悟：Programming 天国 - 河村吉宏：Drums - 森夏彦：Electric Bass - 須原杏、吉田篤貴、竹田詩織、奥田瑛生：Violin 1 - 三國茉莉、佐藤帆乃佳、町田匡：Violin 2 - 三品芽生、舘泉礼一：Viola - 林田順平、内田麒麟：Cello breakfast - 二家本亮介：Electric Bass - 花井諒：Programming 慶びの種 - 河村吉宏：Drums - 二家本亮介：Electric Bass - 林広真：Flute & Piccolo - 荒川文吉：Oboe - 中ヒデヒト：Clarinet - 長哲也：Fagotto - 日橋辰朗、山岸リオ、豊田実加、豊田万紀：Horn - 真砂陽地、河原史弥：Trumpet - 半田信英、古賀光：Trombone - 藤井良太：Bass Trombone - 田村優弥：Tuba - 大家一将：Timpani & Piatti - 朝川朋之：Harp - 兼松衆：Rhodes - 室谷光一郎：Strings 道徳と皿 〜2025ver.〜 - 久保田真悟：Programming - 河村吉宏：Drums - 二家本亮介：Electric Bass |

## ライブ

### MGA LIVE in SEOUL, KOREA 2025
自身初となる韓国での単独公演「MGA LIVE in SEOUL, KOREA 2025」（エムジーエー・ライブ・イン・ソウル, コリア 2025）が、2025年2月15日・16日に高麗大学・タイガードームにて開催された。

#### 背景
2024年12月2日に開催された記者発表にて、翌年に控えたデビュー10周年を記念し「MGA MAGICAL 10 YEARS」と題した様々な企画が発表された。その中で、韓国での初単独公演「MGA MAGICAL 10 YEARS HEADLINER SHOW IN KOREA」を開催することを発表した。
バンドの訪韓は、映画『Mrs. GREEN APPLE // The White Lounge ㏌ CINEMA』公開を記念して、昨年12月にCGV龍山アイパークモールにて行った舞台挨拶以来、約2か月ぶりであった。本公演のチケットは、わずか5分で完売した。
2月13日より、本公演を記念したポップアップストア「MGA POP-UP in SEOUL, KOREA 2025」を開催。ポップアップの空間は、フォトゾーンと、楽曲を鑑賞することができるリスニングゾーンで構成される。
また、16日に行われた「MGA LIVE in SEOUL, KOREA 2025 来韓公演開催記念記者懇談会」には、テレビ、ウェブ、新聞、スポーツ新聞、経済誌など、30社以上のメディアが来場した。
本公演の開催に先駆け、2月14日に韓国のファンコミュニティプラットフォーム・Weverseにて、公式コミュニティ「MGA」をオープン。先述の記者懇談会の模様が、VODとして後日、配信された。3月12日には、本公演のライブレポート《Mrs. GREEN APPLEの軌跡が描く奇跡 韓国公演「MGA LIVE in SEOUL, KOREA 2025」観覧記》が、Weverse Magazineにて公開された。

#### セットリスト
1. ANTENNA
2. ビターバカンス
3. Loneliness
4. 藍 (あお)
5. 君を知らない
6. Feeling
7. Magic
8. ニュー・マイ・ノーマル
9. 春愁
10. Coffee
11. 青と夏
12. ライラック
13. インフェルノ
14. Soranji
15. familie
16. 私は最強
17. ダンスホール
18. ケセラセラ（アンコール）

### MGA MAGICAL 10 YEARS ANNIVERSARY LIVE 〜FJORD〜
バンドのデビュー10周年を記念した公演として「MGA MAGICAL 10 YEARS ANNIVERSARY LIVE 〜FJORD〜」（エムジーエー・マジカルテンイヤーズ・アニバーサリーライブ 〜フィヨルド〜）が、2025年7月26日・27日に神奈川・山下ふ頭特設会場にて開催された。2日間で計10万人を動員した。

#### 概要
2024年12月2日に開催された記者発表にて、翌年に控えたデビュー10周年を記念し「MGA MAGICAL 10 YEARS」と題した様々な企画が発表された。その中で、デビュー10周年記念ライブ「MGA MAGICAL 10 YEARS ANNIVERSARY LIVE」を開催することを発表した。
本公演は、デビュー10周年記念ベストアルバム『10』の購入特典「MAGICAL CODE」を用いた先行のほか、サブスクリプションサービス「Pontaパス」と電子チケットサービス「LivePocket」が連携した「Pontaパス特別先行」などが行われた。なお、同年10月よりスタート予定のドームツアー「Mrs. GREEN APPLE DOME TOUR 2025 "BABEL no TOH"」の最速先行・2次先行も、MAGICAL CODEを用いた形で行われた。

#### 公演
2025年3月に実施された「ゼンジン未到とヴェルトラウム 〜銘銘編〜」SPECIAL GREETING & CINEMA VIEWINGにて、本公演は、2022年7月に開催された復活ライブ「Mrs. GREEN APPLE ARENA SHOW "Utopia"」の系列であることが、大森により明かされていた。
公演では、メインステージのほか、センターステージや、客席の最後方にあるバックステージが設けられた。ステージの移動には、船を模したフロートが使われた。公演終盤には、ステージ上空に1200機ものドローンが浮かび、ドローンアートでバンドロゴやメッセージが描かれた。
また、公演中盤には、メジャーデビューアルバムのタイトルが冠された新曲「Variety」が披露された。本楽曲は、バンドのデビュー10周年や、本公演の開催に際して、バンドのこれまでと今を描いた楽曲となっている。
後述の通り、本公演は、多数の動画配信サービスでの生中継やライブビューイングなどが行われ、来場した10万人に加え、約20万人が中継などで公演を視聴し、公演を観覧したのは、30万人を超える。
公演中、本公演を映画化したライブフィルム『MGA MAGICAL 10 YEARS ANNIVERSARY LIVE FJORD ON SCREEN』とドキュメンタリーが、11月28日に同日公開されることが発表された。ドキュメンタリーは「MGA MAGICAL 10 YEARS」の一環として、告知されていた。

#### 会場
本公演は、2024年10月から11月にかけて開催された定期公演「Mrs. GREEN APPLE on "Harmony"」同様、特典グッズが付属するファンクラブ限定席「Ringo Jamシート」ほか、子供連れの家族限定の「ファミリーシート」が設けられた。
また、会場施策として、ローソンが出店を行った。熱中症対策、および混雑緩和の観点から、ローソン店内に設置されているLoppiにて、引換券を事前に購入し、会場にて商品との引き換えが行われた。販売される会場限定オリジナル商品は、限定ドリンクマーカーが付属する天然水と、限定パッケージが施された「からあげクンレギュラー」の2つ。
本公演の開催を記念して、7月19日から28日にかけてスペシャル企画「Ringo Jam × YOKOHAMA」が実施された。公演デザインが施された乗車券「みなとぶらりチケット」が販売されるほか、連節バス「ベイサイドブルー」、観光スポット周遊バス「あかいくつ」の降車アナウンスを担当するキャンペーンが行われた。
横浜モアーズ、横浜ポルタ、ルミネ横浜、スカイビルなど、全13の商業施設・商店街では「クールダウンキャンペーン」として、10周年オリジナルステッカーが配布され、横浜中華街内の6店舗では、ファンクラブ「Ringo Jam」会員限定で、デジタルスタンプラリーが開催された。
7月22日から27日にかけて、追加企画「GREEN LIGHT UP」が行われた。本企画は、よこはまコスモワールドの大観覧車「コスモクロック21」で、バンドロゴが映し出される特別演出が実施されるというもの。午後8時から10時までの2時間の間、15分ごとに1回あたり1分間の演出が全10回行われた。
また、本公演のグッズは、会場にて販売されるほか、横浜駅構内での販売も行われた。会場での販売は、公演のチケットを持っている来場者が対象となり、販売グッズを制限して行われた。駅構内での販売は、グッズに加えて、先述の乗車券も販売された。

#### 配信
本公演は、計15の動画配信サービスにて生中継された。PIA LIVE STREAM、Amazon Prime Video、U-NEXT、ABEMA、Hulu、FOD、テレ朝動画、Rakuten TV、Lemino、ニコニコ生放送、バンダイチャンネル、FANY Online Ticket、ローチケ LIVE STREAMING、Streaming+、Beyond LIVEにて、本公演の27日公演（2日目）が生配信され、8月3日より24時間限定でアーカイブも配信された。なお、Amazon Prime VideoでのPPV配信は、日本初である。
また、WOWOWでは、生中継に加えて、これまでのライブを2ヶ月にわたり放送するアニバーサリー特集「Mrs. GREEN APPLE MAGICAL 10 YEARS SPECIAL」が行われている。
このほか、全国325館の映画館でのライブビューイングや、多彩な映像コンテンツを全国のカラオケルームで楽しめるJOYSOUNDのサービス「みるハコ」でのカラオケビューイングなど、様々なプラットフォームにて生中継・生配信された。ライブビューイングの来場者プレゼントとして、特製クリアファイルが配布された。

#### 騒音問題
本公演にて、広範囲的に音漏れが発生し、会場の周辺住民から横浜市やSNSに、苦情や批判が相次いだ。
会場に関して、横浜市は開催当初から、騒音について懸念していたものの、想定を上回る騒音問題が発生し、会場から約15km以上離れた東京都大田区や神奈川県川崎市でも「重低音が不愉快」といった苦情や批判が殺到した。SNS上では「音漏れを聞けるのは幸せ」といった擁護のコメントも見られた一方「家の中に重低音だけが響く」「音楽を鳴らした車の音漏れのよう」「かなり苦痛」などといった書き込みも多く見られ、Xでは、一時「ミセス音漏れ」や「ミセスの騒音」が、トレンド入りするといった問題に発展した。
会場となった山下ふ頭を管理する横浜市には、市役所の様々な部署に苦情や問い合わせが寄せられており「市の条例に沿った形でイベントを開催してほしいと配慮は求めてきた」「事業主催者（＝バンド）に対しては、強い声があったということを示し、今後に活かしてもらいたい」と述べた。また、イベントの開催を許可した横浜市港湾局は、取材に対し「多くの人が不快な思いをしたという事実がある」「主催者と改めて問題の原因を話し合う場を設けたい」と見解を示した。
28日には、所属事務所・ユニバーサルミュージックが、バンドの公式サイトにて謝罪文を発表。「周辺にお住まいの皆様には、多大なるご迷惑をおかけしましたことを心より深くお詫び申し上げます」と謝罪しつつ「近隣住民に対し、事前にイベントの開催を告知し法令などにて定められる音量の基準に準拠して、事前に音量についてシミュレーションを重ねた上での開催だった」と説明。しかし、当日の風向きにより、想定以上に広範囲に音が拡散し、騒音としてご迷惑をおかけする結果となったと述べ、陳謝した。

#### セットリスト
1. コロンブス
2. ビターバカンス
3. フロリジナル
4. ANTENNA
5. クスシキ
6. アンゼンパイ
7. WaLL FloWeR
8. 道徳と皿
9. Magic
10. Feeling
11. Variety（未発表曲）
12. No.7
13. 青と夏
14. どこかで日は昇る
15. Loneliness
16. breakfast
17. 天国
18. ニュー・マイ・ノーマル
19. ダンスホール
20. ケセラセラ
21. ライラック
22. 我逢人（アンコール）
23. StaRt（アンコール）

## 映画

### ライブフィルム
ライブフィルム『MGA MAGICAL 10 YEARS ANNIVERSARY LIVE FJORD ON SCREEN』（エムジーエー・マジカルテンイヤーズ・アニバーサリーライブ・フィヨルド・オン・スクリーン）が、2025年11月28日に公開予定。ドキュメンタリーと同時公開される。

#### 概要
7月27日に開催されたデビュー10周年記念ライブ「MGA MAGICAL 10 YEARS ANNIVERSARY LIVE 〜FJORD〜」にて、本作の公開と「MGA MAGICAL 10 YEARS」の一環として、告知されていたドキュメンタリーフィルムの同時公開が発表された。日本人アーティストとして初となる、2作品同時公開となる。

10周年記念ライブを映画化した本作は、IMAXでの上映も行われる。こちらも日本人アーティストのライブフィルムでは、初となる。上映決定に際し、IMAXは以下のようにコメントしている。
Mrs. GREEN APPLEと手を結び、日本人アーティストによるライブフィルムとして史上初のIMAX上映が決定した事、また、この作品が彼らの卓越した才能を映し出し、更なるファン層の拡大に向かっていく事に、とても興奮しています。
なお、公演で披露された新曲「Variety」は、現時点で配信などでのリリース予定がなく、本楽曲を聴くことができるのは、本作のみとなる。
8月14日には、本作とドキュメンタリーフィルムの特報映像が公式YouTubeチャンネルにて公開された。

### ドキュメンタリー
ドキュメンタリーフィルムが、2025年11月28日に公開予定。ライブフィルムと同時公開される。

#### 概要
デビュー10周年プロジェクト「MGA MAGICAL 10 YEARS」を掲げるバンドの姿や、デビュー10周年記念ライブ「MGA MAGICAL 10 YEARS ANNIVERSARY LIVE 〜FJORD〜」にて披露された新曲「Variety」の制作過程に完全密着した作品となっている。なお、タイトルは後日発表される。

## タイアップ
本アルバムは、多くの収録曲がドラマや映画、テレビ番組などとタイアップしている。楽曲によっては、リリース後に新たなタイアップが発表され、1つの楽曲が複数タイアップしているものもある。
| 起用年 | タイトル               | タイアップ                                                                              |
| ------ | ---------------------- | --------------------------------------------------------------------------------------- |
| 2022年 | ダンスホール           | フジテレビ系『めざまし8』テーマソング                                                   |
| 2022年 | Soranji                | 映画『ラーゲリより愛を込めて』主題歌                                                    |
| 2023年 | ケセラセラ             | ABCテレビ・テレビ朝日系連続ドラマ『日曜の夜ぐらいは…』主題歌                            |
| 2023年 | ケセラセラ             | Spotify ブランドCMソング                                                                |
| 2023年 | Magic                  | 日本コカ・コーラ「Coke STUDIO Magic」篇CMソング                                         |
| 2023年 | ANTENNA                | フジテレビ系『ワールドカップバレー2023』日本代表応援ソング                              |
| 2024年 | ナハトムジーク         | 映画『サイレントラブ』主題歌                                                            |
| 2024年 | ライラック             | テレビ東京系アニメ『忘却バッテリー』オープニングテーマ                                  |
| 2024年 | ケセラセラ             | 第一生命保険「つながりの数だけ強くなれる」篇CMソング                                    |
| 2024年 | Dear                   | 映画『ディア・ファミリー』主題歌                                                        |
| 2024年 | コロンブス             | 日本コカ・コーラ「Coke STUDIO」キャンペーンソング ※2024年6月13日放映中止                |
| 2024年 | familie                | Honda「FREED」CMソング                                                                  |
| 2024年 | アポロドロス           | テレビ朝日系2024スポーツ応援ソング                                                      |
| 2024年 | ライラック             | ユニバーサルミュージック「#ぼくらの夏曲キャンペーン「夏の教室」「夏の体育」篇」CMソング |
| 2024年 | ビターバカンス         | 映画『聖☆おにいさん THE MOVIE 〜ホーリーメン VS 悪魔軍団〜』主題歌                      |
| 2024年 | ダーリン               | NHK総合『Mrs. GREEN APPLE 18祭』テーマソング                                            |
| 2025年 | ニュー・マイ・ノーマル | みずほ銀行「青い挑戦」「口座開設」篇CMソング                                            |
| 2025年 | 天国                   | 映画『#真相をお話しします』主題歌                                                       |
| 2025年 | クスシキ               | 日本テレビ系アニメ『薬屋のひとりごと』第2期第2クールオープニングテーマ                  |
| 2025年 | クスシキ               | YouTube Premium「好き、をずっとそばに」CMソング                                         |
| 2025年 | breakfast              | フジテレビ系『サン!シャイン』テーマソング                                               |
| 2025年 | ビターバカンス         | ローソン「Mrs. GREEN APPLEの夏の大作戦」篇CMソング                                      |
| 2025年 | ケセラセラ             | キリンビール「淡麗グリーンラベル」「GREEN JUKEBOX 休編」CMソング                        |
| 2025年 | ライラック             | ハウス食品「ハウスカレー」「不思議なカレーパーティ・夏篇」CMソング                      |

## リリース日一覧
| リリース日     | レーベル    | 規格                   | 規格品番                                   |
| -------------- | ----------- | ---------------------- | ------------------------------------------ |
| 2025年7月7日   | EMI Records | デジタル・ダウンロード | -                                          |
| 2025年7月8日   | EMI Records | CD+2Blu-ray+GOODS      | UPCH-29493 （10 & "Harmony" COMPLETE BOX） |
| 2025年7月8日   | EMI Records | CD+3DVD+GOODS          | UPCH-29494 （10 & "Harmony" COMPLETE BOX） |
| 2025年7月8日   | EMI Records | CD+Blu-ray             | UPCH-29495（初回限定盤）                   |
| 2025年7月8日   | EMI Records | CD+DVD                 | UPCH-29496（初回限定盤）                   |
| 2025年7月8日   | EMI Records | CD                     | UPCH-20693（通常盤）                       |
| 2025年7月8日   | EMI Records | CD                     | UPCH-29497（MAGICAL PRICE盤）              |
| 2025年11月26日 | EMI Records | LP                     | UPJH-20081                                 |